# تب (فیلم ۱۹۹۹)
تب (به انگلیسی: Fever) یک فیلم تریلر روانشناسانه آمریکایی-بریتانیایی محصول ۱۹۹۹ به کارگردانی الکس وینتر است.